# گورستان جو دل دل ۱
گورستان جو دل دل ۱ مربوط به دوره قاجار - دوره پهلوی است و در شهرستان خرم‌آباد، بخش ویسیان، دهستان شوراب، روستای جو دل دل واقع شده و این اثر در تاریخ ۲۸ اسفند ۱۳۸۵ با شمارهٔ ثبت ۱۸۵۲۰ به‌عنوان یکی از آثار ملی ایران به ثبت رسیده است.